# Colorado Rockies (NHL)
I Colorado Rockies sono stati una squadra di hockey su ghiaccio con sede a Denver, nel Colorado, che ha militato nella National Hockey League dal 1976 al 1982. I Rockies nacquero dopo il trasferimento del Kansas City Scouts, nati nel 1974 come "expansion team". La franchigia si spostò ulteriormente nel 1982 a East Rutherford, nel New Jersey, cambiando la propria denominazione in New Jersey Devils. La NHL non sarebbe più tornata a Denver fino al 1995, quando i Quebec Nordiques diventarono i Colorado Avalanche.

## Storia

### Arrivo della NHL a Denver
Ivan Mullenix, proprietario dei Denver Spurs, squadra della Central Hockey League, ricevette la proposta di fondare una nuova squadra per la stagione 1976–77, ma dato che la McNichols Sports Arena era già stata ultimata nel 1975, egli sperava di poter entrare nella NHL un anno prima. La lega tuttavia cercò di preparare un accordo con cui Mullenix avrebbe acquisito e poi trasferito a Denver la debole franchigia dei California Golden Seals, per evitare la nascita di una nuova formazione.
Gli Spurs vennero scelti per essere promossi nella World Hockey Association (WHA) per la stagione 1975-76, ma la scarsa affluenza di pubblico, varie difficoltà finanziarie e le voci che parlavano del trasferimento o dei Seals o dei Kansas City Scouts a Denver spinsero Mullenix a trasferire i Spurs ad Ottawa. Sfortunatamente gli Ottawa Civics non riuscirono a concludere neppure la loro prima stagione. I Seals alla fine si trasferirono a Cleveland nella stagione 1976-77, dove per due anni giocarono come Barons, prima di fondersi con i Minnesota North Stars nel 1978.
Nel frattempo gli Scouts erano sull'orlo del fallimento nonostante l'ingresso in NHL risalente a due anni prima, anno in cui esordirono insieme ai Washington Capitals. Tuttavia alla proprietà mancarono le risorse e la pazienza necessarie per gestire le comuni difficoltà di una nuova squadra. Dopo aver fallito tutti i tentativi di rilancio della squadra la franchigia fu venduta ad un gruppo di Denver facente capo a Jack Vickers, divenendo così i Colorado Rockies.

### Continue difficoltà
Rispetto a prima la situazione non migliorò di molto. Nelle sei stagioni a Denver i Rockies raggiunsero i playoff solo una volta, nel 1977-78. In quell'occasione comunque terminarono con il sesto peggior record della lega, ben al di sotto del 50% di gare vinte. La debolezza della Smythe Division permise comunque ai Rockies di terminare secondi alle spalle dei Chicago Black Hawks, l'unica formazione della division con un record superiore al 50%. In occasione del turno preliminare, al meglio delle tre gare, i Rockies persero per 2-0 contro i Philadelphia Flyers. I playoff non furono più raggiunti dalla squadra fino al 1988, il sesto anno di vita dei New Jersey Devils.
I Rockies ebbero la possibilità di schierare alcuni fuoriclasse per un breve periodo. Barry Beck fece segnare il record di maggior punti segnati da un difensore rookie, mentre Lanny McDonald fu ceduto ai Rockies da parte di Toronto. I giocatori più importanti della franchigia furono Chico Resch, Wilf Paiement, René Robert, Rob Ramage, Bobby Schmautz, Steve Tambellini e Brent Ashton, ma da soli non riuscirono a risollevare le sorti della squadra, comunque debole.
Nonostante l'appoggio dei giocatori e del pubblico anche stagione 1979–80 non rilanciò le sorti dei Rockies. In panchina si trovava Don Cherry, già vincitore del Jack Adams Award, il quale l'anno precedente era stato licenziato dai Boston Bruins. Al termine dell'ultima partita, vinta 5-0 contro i Pittsburgh Penguins, Cherry vestito da cowboy andò in mezzo al campo insieme ai giocatori per ricevere gli applausi del pubblico.

### Trasferimento in New Jersey
Nonostante l'affluenza di pubblico a Denver fosse soddisfacente, la squadra fu colpita da forti problemi di stabilità. I Rockies ebbero sette allenatori in quattro anni, nessuno dei quali allenò per più di una stagione. La proprietà cambiò due volte nel giro di quattro anni. I Rockies fecero una petizione per trasferirsi in New Jersey già nel 1978, ma la NHL oppose il veto poiché la Brendan Byrne Arena era ancora sotto costruzione e non vi erano nello Stato altre sedi adatte ad ospitare la squadra. Nel 1982 l'architetto e ingegnere nel campo navale. John McMullen acquisì la squadra che debutto come New Jersey Devils nella stagione 1982-83.

## Eredità dei Rockies
L'ultimo giocatore attivo in NHL ad aver mai giocato con i Rockies fu Joe Cirella, il quale si ritirò al termine del campionato 1995-1996, stagione d'esordio dei Colorado Avalanche che culminò con il successo della Stanley Cup. Gli Avalanche disputarono le 23 stagioni precedenti come Quebec Nordiques. Due altri ex-giocatori dei Rockies, Paul Gagné e Rich Chernomaz, giocarono fino al 1999 rispettivamente in Svizzera e in Germania.
I Colorado Avalanche affrontarono i New Jersey Devils in occasione della finale di Stanley Cup del 2001. Furono gli Avalanche ad aggiudicarsi il titolo dopo sette partite, l'ultima delle quali svoltasi proprio a Denver. I New Jersey Devils dalla loro nascita riuscirono a raggiungere ottimi risultati, incluse tre Stanley Cup, quattro Prince of Wales Trophy e nove titoli della Atlantic Division.
I Colorado Rockies della NHL non devono essere confusi la squadra omonima di baseball della Major League Baseball, nata nel 1993.

## Giocatori

### Prime scelte al Draft
- Paul Gardner (11ª scelta) (1976)
- Barry Beck (2ª scelta) (1977)
- Mike Gillis (5ª scelta) (1978)
- Rob Ramage (1ª scelta) (1979)
- Paul Gagné (19ª scelta) (1980)
- Joe Cirella (5ª scelta) (1981)

### Capitani
- Simon Nolet (1976-1977)
- Wilf Paiement (1977-1979)
- Gary Croteau (1979-1980)
- Mike Christie (1980)
- René Robert (1980-1981)
- Lanny McDonald (1981)
- Rob Ramage (1981-1982)

## Allenatori e dirigenti
Di seguito l'elenco di allenatori e general manager dall'anno della fondazione.

### Allenatori
- Johnny Wilson (1976-1977)
- Patrick J. Kelly (1977-1978)
- Patrick J. Kelly e Aldo Guidolin (1978-1979)
- Don Cherry (1979-1980)
- Bill MacMillan (1980-1981)
- Bert Marshall e Marshall Johnston (1981-1982)

### General Manager
- Ray Miron (1976-1981)
- Bill MacMillan (1981-1982)

## Palmarès

### Premi individuali
- Bill Masterton Memorial Trophy: 1

Chico Resch: 1981-1982

## Record e statistiche

### Migliori marcatori
Questi sono i migliori dieci giocatori per punti ottenuti, gol segnati ed assist forniti nella storia della franchigia.

Note: Pos = Posizione; PG = Partite giocate; G = Gol; A = Assist; Pts = Punti; P/G = Punti per gara
| Giocatore         | Pos | PG  | G   | A   | Pts | P/G  |
| Wilf Paiement     | AD  | 257 | 106 | 148 | 254 | 0,99 |
| Paul Gardner      | C   | 170 | 83  | 77  | 160 | 0,94 |
| Lanny McDonald    | AS  | 142 | 66  | 75  | 141 | 0,99 |
| Merlin Malinowski | A   | 202 | 46  | 86  | 132 | 0,65 |
| Rob Ramage        | D   | 234 | 41  | 91  | 132 | 0,56 |
| Jack Valiquette   | C   | 178 | 51  | 68  | 119 | 0,67 |
| John Van Boxmeer  | D   | 197 | 23  | 87  | 110 | 0,56 |
| Ron Delorme       | AD  | 314 | 66  | 43  | 109 | 0,35 |
| Barry Beck        | D   | 148 | 37  | 71  | 108 | 0,73 |
| Mike McEwen       | D   | 132 | 22  | 75  | 97  | 0,73 |

| Giocatore       | Pos | G   |
| Wilf Paiement   | AD  | 106 |
| Paul Gardner    | C   | 83  |
| Lanny McDonald  | AS  | 66  |
| Ron Delorme     | AD  | 66  |
| Jack Valiquette | C   | 51  |
| Lucien DeBlois  | AD  | 50  |
| Jack Valiquette | C   | 46  |
| Rob Ramage      | D   | 41  |
| Nelson Pyatt    | C   | 39  |
| Barry Beck      | D   | 37  |

| Giocatore         | Pos | A   |
| Wilf Paiement     | AD  | 148 |
| Rob Ramage        | D   | 91  |
| John Van Boxmeer  | D   | 87  |
| Merlin Malinowski | A   | 86  |
| Paul Gardner      | C   | 77  |
| Lanny McDonald    | AS  | 75  |
| Mike McEwen       | D   | 75  |
| Barry Beck        | D   | 71  |
| Jack Valiquette   | C   | 68  |
| René Robert       | C   | 46  |

### Record stagionali
- Maggior numero di gol in una stagione: Wilf Paiement, 41 (1976–77)
- Maggior numero di assist in una stagione: Wilf Paiement, 56 (1977–78)
- Maggior numero di punti in una stagione: Wilf Paiement, 87 (1977–78)
- Maggior numero di minuti di penalità in una stagione: Rob Ramage, 201 (1981–82)
- Maggior numero di punti in una stagione per un difensore: Barry Beck, 60 (1977–78)
- Maggior numero di punti in una stagione per un rookie: Barry Beck, 60 (1977–78)
- Maggior numero di gare vinte per un portiere: Chico Resch, 16 (1981–82)

## Squadre affiliate
Nel corso della loro storia i Colorado Rockies ebbero alcune squadre affiliate:
- Livello AAA

 Providence Reds, AHL (1976–1977)
 Oklahoma C. Blazers, CHL (1976-1977)
 Philadelphia Firebirds, AHL (1978–1979)
 Fort Worth Texans, CHL (1979-1982)
 New Haven Nighthawks, AHL (1979–1980)
- Livello AA

 Flint Generals, IHL (1976–1980)
 Greensboro Generals, SHL (1976-1977)
 Muskegon Mohawks, IHL (1980-1982)